# Tangente (Verkehr)
Der Begriff Tangente (kurz für Tangentialstraße) bezeichnet in der Verkehrsplanung eine Straße, die an bebauten Flächen einer Gemeinde vorbeiführt. Dies geschieht, um in dem bebauten Gebiet (in der Regel das Kerngebiet) eine Reduzierung der Verkehrsstärke und der Verkehrsemissionen herbeizuführen. Die Tangentialstraße ist nicht gleichbedeutend mit einer Ortsumgehung, da die Tangentialstraße nicht zwingend Teil einer klassifizierten Straße sein muss. Häufig werden die Verbindungen nach der Himmelsrichtung benannt, in der sie an der Stadt vorbeiführen. Süd-, West-, Ost- und Nordtangenten sind in Deutschland mehrfach vertreten.
Die Begriffsbedeutung kann ebenso auf den öffentlichen Personennahverkehr übertragen werden und erhält in diesem Fall die Bezeichnung Tangentiallinie. Hierbei handelt es sich um Verkehrslinien (Bus- oder Straßenbahnlinien), die innerhalb verschiedener Stadt- oder Ortsteile verlaufen, jedoch keine direkte Verbindung mit dem Stadtzentrum schaffen. Diese Linien haben neben der Funktion einer direkten Verbindung zwischen Ortsteilen auch eine Zuführungsfunktion zu Hauptlinien. Daher gibt es im Allgemeinen einen oder mehrere Verknüpfungspunkt(e) zu Direktlinien ins Zentrum. Die Aufgaben einer Tangentiallinie können auch Ringlinien oder Stadtteillinien (so genannte Quartiersbuslinien) übernehmen. 